# Абдаллах II ібн Ібрагім
Абу'л Аббас Абдаллах II ібн Ібрагім (араб. أبو العباس عبد الله الثاني; д/н — 27 липня 903) — 10-й емір держави Аглабідів у 902—903 роках.

## Життєпис
Походив з династії Аглабідів. Син еміра Ібрагіма ІІ. Замолоду долучився до державних справ, ставши одним з найближчих помічників батька. Здобув військовий досвід у війнах проти арабських повстанців і берберів.
900 року очолив потужне військо, з яким висадився на Сицилії. Тут, діючи окремо з повсталими арабами і берберами, завадив тим остаточно об'єднатися проти влади Аглабідів. У битві біля Драпану не досяг певного успіху. Проте завдяки швидкому і рішучому наступу раптово атакував арабів біля Палермо, завдавши тим повної поразки. Невдовзі за цим підкорив саме Палермо. Швидко приборкав берберів в Агригенті. За цим 901 року рушив на Мессіну, яку також змусив підкоритися. Тут довідався про невеличку візантійську залогу в Регіумі (Калабрія). Швидко напав і захопив це місто. Невдовзі повернувся до Іфрикії.
902 року внаслідок загального невдоволення за допомогою представника багдадського халіфа змусив батька зректися трону. Сам став еміром як Абдаллах II.
Спочатку намагався замінити малікізм ханіфітською доктриною, але не мав успіху. Втім більшу загрозу вбачав у посиленні берберського племені кутама в західній частині держава, серед яких став поширюватися шиїзм. У 903 році повалений власним сином Зіядет-Аллахом ІІІ.